# جان فرانسیس کوئینی
جان فرانسیس کوئینی (انگلیسی: John Francis Queeny) (زاده ۱۷ اوت ۱۸۵۹ - درگذشته ۱۹ مارس ۱۹۳۳) کارآفرین، بازرگان و مدیر ارشد اجرایی آمریکایی بود، که در سال ۱۹۰۱ شرکت مونسانتو را تأسیس نمود.